# Црква Сабора Светог архангела Гаврила у селу Бузекара
Црква Сабора Светог архангела Гаврила у селу Бузекара, насељеном месту у саставу дистрикта Брчко, припада Епархији зворничко–тузланској Српске православне цркве.

## Историјат
Црква Сабора Светог архангела Гаврила у селу Бузекара је димензија 19×10 метара. Градња је започета 1978. године према пројекту предузећа „Пројект биро” из Брчког. Темеље је освештао 1. октобра епископ зворничко-тузлански Василије Качавенда, а цркву 7. септембра 1979. године патријарх српски Герман уз саслужење епископа шабачко-ваљевског Јована Велимировића и зворничко-тузланског Василије Качавенда.
Цркву Сабора Светог архангела Гаврила је осликао 1985. године Драган Бјелогрлић из Новог Сада. Иконостас и иконе уља на платну непознатог аутора су пренесене из старе у нову цркву. Поред данашње цркве се налазила претходна која је срушена 1979. године због дотрајалости. Првобитни храм је освештао 1937. године епископ зворничко-тузлански Нектарије Круљ. Бузекарску парохију чине насеља Бузекар, Пукиш, Станови, Кореташи, Крбета и Горња Дубравица. Садржала је развијен богомољачки покрет пре Другог светског рата, након којег није обновљен из атеистичко–комунистичких разлога.